# Ammoniusz z Aleksandrii
Ammoniusz z Aleksandrii, również Ammon, Ammonios, Ammun, gr. Ἀμμώνιος, (III wiek) — chrześcijański filozof i teolog. Żył w Aleksandrii współcześnie z Orygenesem, którego prawdopodobnie był uczniem. Wspomina o nim Euzebiusz z Cezarei w Historia Ecclesiastica, a także Hieronim w De Viris Illustribus, gdzie mylnie utożsamiony jest z Ammoniuszem Sakkasem, neoplatonikiem, także z Aleksandrii. Napisał między innymi dzieło O zgodzie Jezusa z Mojżeszem, w którym prawdopodobnie ukazuje jedność Starego i Nowego Testamentu, negowaną przez dużą część sekt gnostyckich.
Aż do XIX wieku uważany był za autora Diatessarion i twórcę podziału tekstu czterech Ewangelii na 1165 perykopy, określane mianem „sekcji Ammoniusza”, w celu wykazanie podobieństw i różnic między Ewangeliami: 355 dla Ewangelii Mateusza, 235 dla Ewangelii Marka, 343 dla Ewangelii Łukasza i 232 dla Ewangelii Jana. Dzisiaj zazwyczaj podawane jest to w wątpliwość, a dokonanie podziału przypisuje się zwykle Euzebiuszowi z Cezarei.